# Antonio Di Gennaro
Antonio Di Gennaro (né le 5 octobre 1958 à Florence est un joueur de football international italien, qui évoluait au poste de milieu de terrain.
Il a participé à la Coupe du monde 1986 avec l'équipe d'Italie.

## Carrière

### Joueur
- 1976-1980 :  AC Fiorentina
- 1980-1981 :  Perugia
- 1981-1988 :  Hellas Vérone
- 1988-1991 :  AS Bari
- 1991-1992 :  Barletta

### Entraîneur
- 2000-2001 :  AC Fiorentina
- 2001 :  Milan AC

## Palmarès de joueur
- 15 sélections et 4 buts avec l'équipe d'Italie entre 1984 et 1986
- Champion d'Italie en 1985 avec l'Hellas Vérone
- Champion d'Italie de Serie B en 1982 avec l'Hellas Vérone
- Finaliste de la Coupe d'Italie en 1983 et 1984 avec l'Hellas Vérone